# Anthares
Anthares ist eine brasilianische Speed- und Thrash-Metal-Band aus São Paulo, die im Jahr 1985 gegründet, 1996 aufgelöst und 2004 neu gegründet wurde.

## Geschichte
Die Band wurde im Jahr 1985 von dem Schlagzeuger Evandro Júnior, dem Bassisten Pardal, den Gitarristen Cristian und Zé Aranha sowie dem Sänger Henrique „Poço“ gegründet, wobei sie anfangs nur Coverversionen spielten. Die Band spielte im Juli 1985 ihr erstes Konzert. Es folgten Auftritte mit Bands wie Sarcófago im Jahr 1987. Im Dezember desselben Jahres veröffentlichte die Band ihr Debütalbum No Limite da Força. In den Jahren 1988 und 1989 folgten weitere Konzerte, zusammen mit Bands wie Sepultura, Dorsal Atlântica, Ratos de Porão, Korzus und MX. Im Jahr 1989 verließ außerdem Gitarrist Cristian die Band, um in Chile zu leben, was auch sein Geburtsort war. Er wurde durch Topera ersetzt, der vorher bei Korzus aktiv war. Ein paar Monate später verließ Sänger Henrique „Poço“ die Band und Gitarrist Aranha wurde durch Maurício im Jahr 1991 ersetzt. Gegen Ende des Jahres fanden sie mit Renato einen passenden Sänger. Die Band begann mit dem Schreiben von neuem Material, das im Gegensatz zu den Werken davor, in Englisch war. In den Jahren 1993 1995 folgte jeweils ein Demo. Im Jahr 1996 trennte sich die Band aus persönlichen Gründen.
Im Jahr 2004 fand die Band wieder zusammen, wobei die Gruppe nun aus Sänger Frank, Schlagzeuger Evandro Júnior, Bassist Pardal und den Gitarristen Topera und Maurício bestand. In den Jahren 2005 und 2006 folgten verschiedene Auftritte. Sänger Diego Nogueira kam gegen Ende des Jahres 2008 zur Band. Die Band spielte nun wieder lieder mit portugiesischem Text.

## Stil
Die Band spielt klassischen Thrash Metal, wobei ihre Lieder als „obskur“ bezeichnet werden.

## Diskografie
- Demo 1 (Demo, 1985, Eigenveröffentlichung)
- No Limite da Força (Album, 1987, Devil’s Records)
- Paranóia Final (Demo, 1988, Eigenveröffentlichung)
- Cannibal (Demo, 1993, Eigenveröffentlichung)
- Retaliation (Demo, 1995, Eigenveröffentlichung)
- Anthares (Demo, 2005, Eigenveröffentlichung)
- O Caos da Razão (Album, 2015, Mutilation Productions)